# La Grande Danse Macabre
La Grande Danse Macabre sedmi je studijski album švedskog black metal-sastava Marduk. Diskografska kuća Blooddawn Productions objavila ga je 17. svibnja 2001. godine. Posljednji je Mardukov album u trilogiji "Blood, War and Death".
Ime albuma dolazi iz francuskog i znači "veliki mrtvački ples".

## Popis pjesama
| 1.    | »Ars Moriendi«              | 1:50 |
| 2.    | »Azrael«                    | 3:07 |
| 3.    | »Pompa Funebris 1660«       | 2:36 |
| 4.    | »Obedience unto Death«      | 3:16 |
| 5.    | »Bonds of Unholy Matrimony« | 7:03 |
| 6.    | »La grande danse macabre«   | 8:11 |
| 7.    | »Death Sex Ejaculation«     | 5:11 |
| 8.    | »Funeral Bitch«             | 4:58 |
| 9.    | »Summers End«               | 4:40 |
| 10.   | »Jesus Christ... Sodomized« | 4:33 |
| 45:25 |                             |      |

## Zasluge
Marduk
- Erik "Legion" Hagstedt – vokali, tekstovi (pjesme 5. – 7., 10.)
- Morgan Steinmeyer Håkansson – gitara, tekstovi (pjesme 2., 4., 6., 8., 9.)
- B. War – bas-gitara, glazba (pjesma 9.)
- Emil Dragutinović – bubnjevi

Ostalo osoblje
- Roger Forslund – naslovnica albuma
- Tommy Tägtgren – inženjer zvuka
- Peter Tägtgren – miks